# 두루마리 휴지 거는 방향
휴지걸이에 두루마리 휴지를 거는 방법은 두 가지가 있다. 휴지 끝 부분을 벽에서 바깥쪽으로 놓거나 안쪽으로 놓는 것으로 나뉜다. 이 선택은 습관에 따른 개인의 취향의 문제이다. 미국 소비자와 주방 전문가를 대상으로 한 조사에서는 60~70%가 바깥 방향을 선호한다고 답변했다.
어떤 사람들은 이 문제에 대해 강한 견해를 가지고 있다. 조언 칼럼니스트 앤 랜더스는 그의 칼럼 기고 중에서 가장 논쟁적인 주제였다고 말했다. (이 주제에 대해 1986년 15,000통의 편지를 받았다) 어느 방향의 옹호자이던 미학, 청결, 종이 절약, 교체 편의성, 애완 동물과의 동거 등 다양한 이점을 제시하였다.  설문 조사는 사회 경제적 지위와 상관 관계가 있음을 보여주었다.
세대 구성원의 견해가 다른 경우의 해결책은 별도의 휴지걸이 또는 욕실을 사용하고 이 문제를 무시하는 것이다. 어떤 사람은 자신의 나라 안에서 휴지 거는 방향이 하나로 강제되어야 한다고 주장하고, 어떤 발명가는 두 방향을 가변적으로 선택할 수 있는 회전형 휴지걸이를 대중화하는 것을 제안했다.

## 함의
뉴질랜드 이스턴 공과대학의 에드거 앨런 번즈 교수는 《사회학 교수론》 저널에 기고한 〈화장실 정책: 학생을 위한 바닥에서 시작하는 사회학적 사고 개론〉에서, 자신이 실행한 강의에서 있었던 휴지 거는 방향에 대한 토의를 소개하였다. 번즈는 강의 첫날 학생들에게 휴지를 어느 방향으로 거는지 물었다. 이후 이어진 강의에서 학생들은 자신들이 한 번도 의식하지 않았던 일에도 사회 구조가 반영된 규범과 그에 따른 실천이 있다는 것을 자각하게 되었다. 번즈의 활동은 1966년 노터데임 대학교의 사회심리학 강의에서 피터 L. 버거와 토마스 루크만이 제시하였던 〈실제의 사회적 구성〉을 응용한 것이다.
미시간 대학교의 심리학 교수 크리스토퍼 피터슨은 휴지 거는 방향을 결정하는 요소로 "취향, 선호도, 흥미" 같은 것들을 들면서 이를 사회적 가치관인 "태도, 특성, 규범, 욕구"와 같은 항목에 대비하였다. 이와 비슷한 개인적 취향으로는 좋아하는 색상이나 응원하는 야구팀과 같은 것들이 있다. 이러한 개인적 관심은 개인의 정체성을 형성하는 중요한 요소 가운데 하나이지만 개개인 각자는 물론 서로 저마다 다른 취향을 지닐 수 있다. 사람들이 갖는 서로 다른 정체성은 가치관의 대립에 의해서만 이루어지는 것이 아니라 이와 같이 사소한 것들에 의해서도 영향을 받는다.
위스콘신 대학교 매디슨의 심리학 교수 모튼 앤 건스바쳐는 휴지 거는 방향을 세척기 속에 식기를 넣는 방법과 비교하였다. 이는 서랍장의 어느 서랍에 양말을 넣을 것인지나 머리를 먼저 감고 샤워할지 아니면 샤워하고 머리를 감을지에 대한 개인적 결정과 유사하다. 어느 쪽을 선택하든 대다수가 이용하는 방법이 있고, 또한 그렇지 않은 소수에게는 나름의 이유가 있다. 건스바쳐는 간지럼을 태운다거나 하는 방법으로 피실험자에게 어떤 표정을 유도하거나 2차원적 이미지로 3차원적 구조물을 상상하게 하는 정신적 이미지 연상 실험을 통해 신경영상을 촬영하고 분석할 때는 앞서 말한 사례들의 문화적 편향과 스테레오타입으로 인한 오류를 반드시 회피하여야 한다고 지적하였다.
구전 마케팅을 다룬 《대화식 자본》(Conversational Capital)에서 버트란드 체스베트는 휴지 거는 방법을 입에서 입으로 전해지는 과정에서 형성되는 습관적 의식으로 설명하고 있다. 그는 틱 택 상자를 흔드는 것이나, 오레오 쿠키를 갈라서 먹는 행위를 비슷한 사례로 제시하였다.

## 논쟁

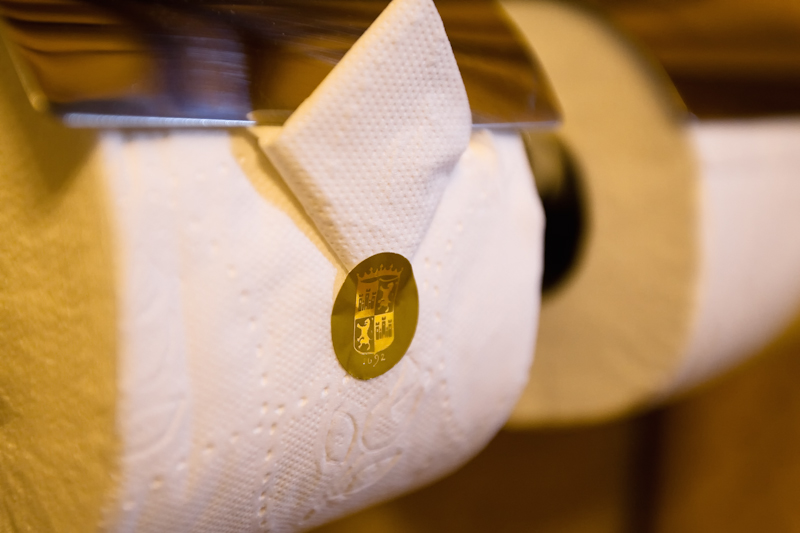
페루의 호텔 모나스테리오 화장실에 비치된 휴지. 끝을 접고 뚜겅을 덮어 두었다. 2009년 촬영

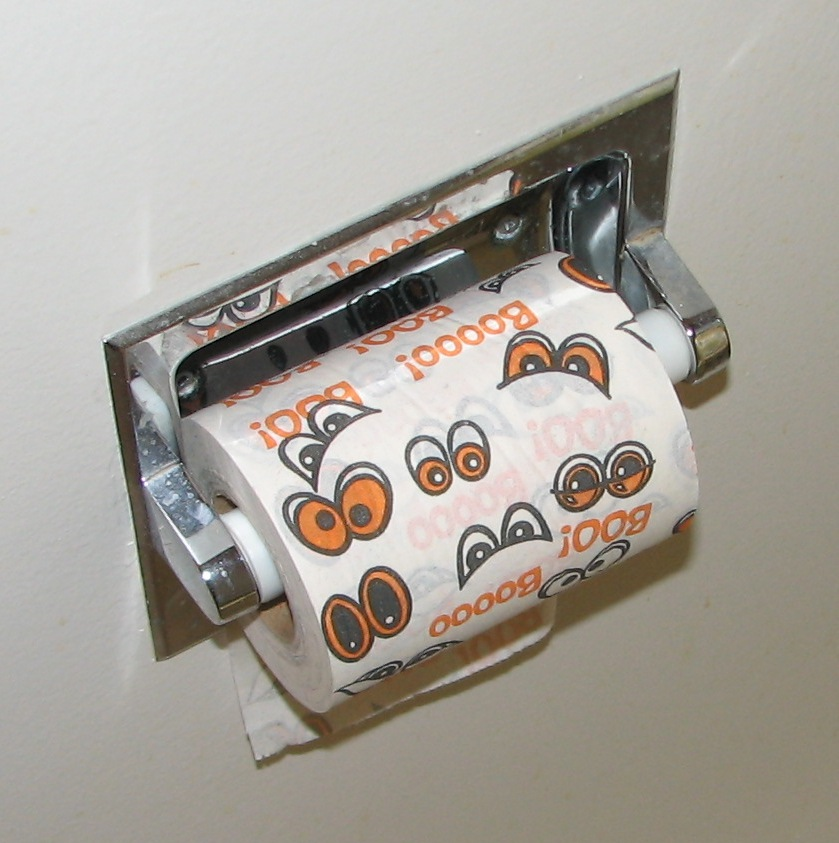
문자와 도안이 인쇄된 휴지를 안쪽으로 향하게 걸었다. 글자가 거꾸로 보인다.

사람들에게 왜 그 방향으로 휴지를 거느냐고 물으면 대개는 뜯어내고 쓰기 편해서라고 대답한다. 대표적인 이유로는 다음과 같은 것들이 있다.
- 밖으로: 휴지를 뜯다가 손마디가 벽이나 캐비넷에 쓸리는 일을 막고 벽에 있을 수 있는 오물이나 세균이 옮을 가능성도 줄인다.[10]
- 밖으로: 휴지 끝이 더 잘보이고 쥐기 쉽다.[11]
- 밖으로: 호텔과 크루즈선박, 사무용 빌딩, 공공장소 등의 화장실에 비치된 휴지는 대개 밖으로 향해 있다.[12]
- 밖으로: 제조사는 밖으로 거는 것을 기본으로 생각하고 휴지를 만든다. 그래서 휴지에 도안이나 문자가 인쇄된 경우 밖으로 걸어야 제대로 보인다.[13]
- 안으로:  풀려나온 끝이 안쪽으로 들어가는 게 훨씬 깔끔하게 보인다.[14][15]
- 안으로: 아기나 고양이가 화장실에서 휴지를 푸는 것을 막으려면 안쪽으로 거는 게 좋다.[16]
- 안으로: 캠핑용 자동차와 같은 곳에는 안쪽으로 걸어야 운전중에 휴지가 풀려나오지 않는다.[17]

밖이든 안이든 각각의 방법이 옳다고 주장하는 사람들은 그 편이 휴지에 뚫린 천공을 따라 뜯어내기에 더 쉽다고 주장한다. 한편 1991년 미국에서 중국으로 여행한 여행객은 천공이 없는 휴지를 썼는데 별도의 자르개를 이용하려면 밖으로 걸 수 밖에 없었다고 기록하였다.
어느 쪽이 더 경제적인지는 확실하지 않다. 오스트레일리아의 격주간지 《센트레일리언 애드버케이트》는 밖으로 거는 쪽이 좀 더 휴지를 절약하게 된다고 주장하였다.
학계에서는 마이클 스크리븐이 이 문제를 "하나의 정답만을 인정하고자 하는 태도"의 사례로 제시한 바 있다.

## 선호도

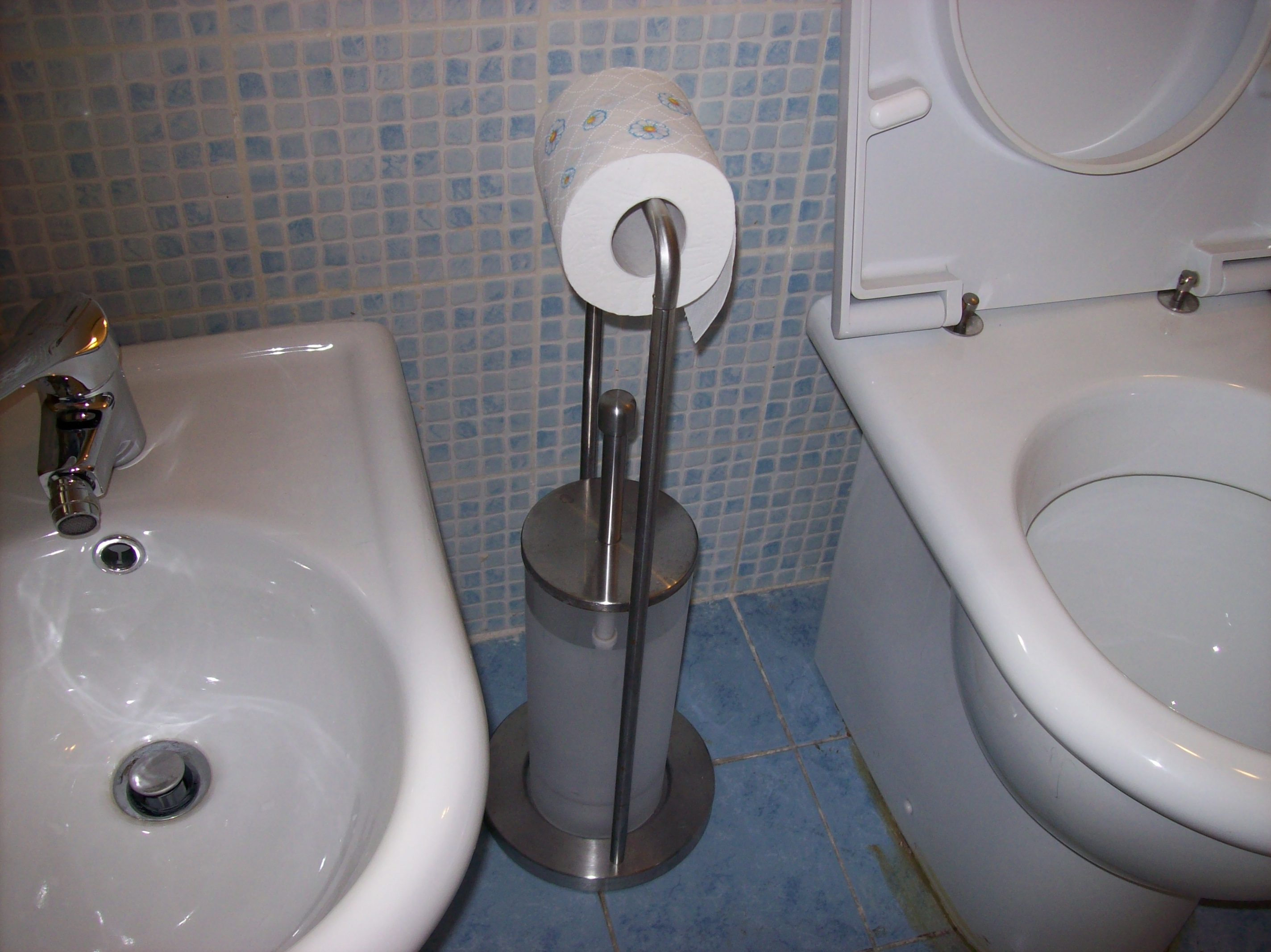
방향을 바꿀 수 있는 휴지 걸이

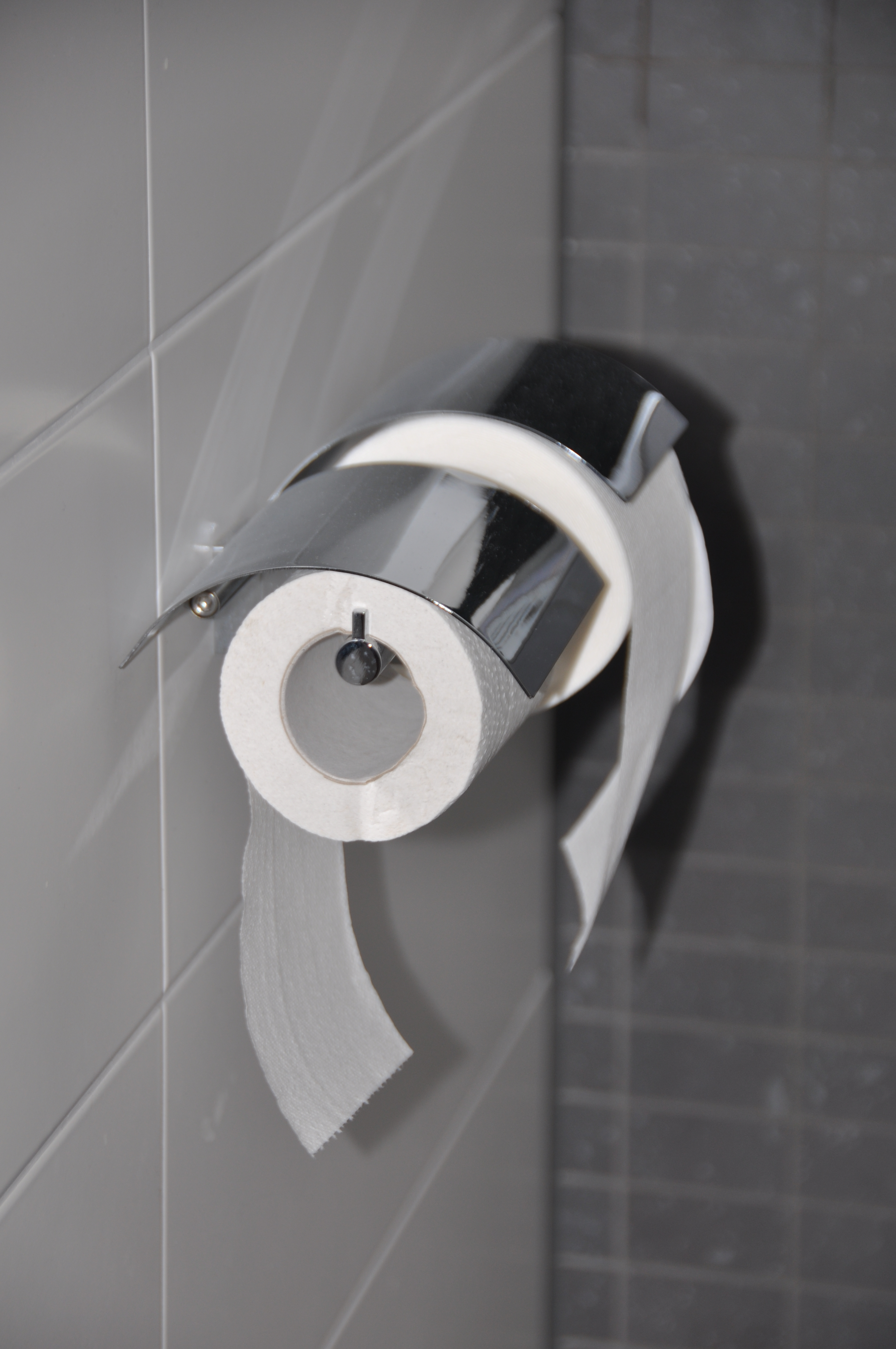
또 다른 대안 - 두 방향 모두를 걸어둔 화장실

### 여론 조사
1989년 배리 신로드와 멜 포레츠는 《진짜로 중요한 미국인 습관에 대한 최초 조사》를 출간하였다. 여기에는 "귀하는 화장실 휴지의 풀려나온 끝이 밖으로 향하게 하나요, 안으로 향하게 하나요?"라는 조사가 수록되었다. 당시 응답자 가운데 68 퍼센트는 밖으로 향하게 한다고 답하였다.
1995년 버니스 캐너가 낸 《당신은 평범한가요?》에서는 53 퍼센트가 "밖으로" 건다고 응답하였고 40 퍼센트에 가까운 사람들이 "안으로" 건다고 답하였다. 신경 안쓴다는 답은 8 퍼센트 정도였다.
2001년 6월에 있었던 캐나다의 여행 박람회 중에 열렸던 이벤트인 "앉아 있는 미녀:화장실의 역사"에서는 13,000 여 명이 설문에 응답하였고 그 가운데 67 퍼센트가 밖으로 건다고 답했다. 2005년 2월 캐나다 위니펙의 세인트 보니페이스 박물관이 주최한 이벤트에서는 5,831 명이 밖으로, 5,679 명이 안으로 건다고 응답하였다. 박물관 이사는 "내 생각엔 이벤트 도중 어딘가 속임수가 있었던 같다"고 기록하였다.
미국의 제지회사인 조지아-퍼시픽은 새 브랜드 "퀼티드 노턴"의 홍보를 위해 1993년 설문을 시작한 이래 여러 차례 같은 조사를 하였고 다음과 같은 응답을 얻었다.
- 1993년 - 밖으로 70%. 언론은 이 조사를 "휴지 논쟁의 첫 공식 여론 조사"로 보도하였다.[27]
- 1994년 - 밖으로 59%.[28]
- 1995년 - 밖으로 59%, 안으로 29%, 나머지는 신경 쓰지 않음.[29]
- 2001년 - 밖으로 63% [30]
- 2004년 - 밖으로 72%[31]

한편 1993년 아메리카 스탠다드 브랜즈는 아틀랜타에서 열린 주방/욕실 산업 컨퍼런스에서 "욕실과 주방용 휴지를 다루는 디자이너, 도매업자, 판매상, 배급업자, 그리고 기타 관계자"를 대상으로 "휴지를 거는 유일한 올바른 방향은 무엇인가요? - 밖으로 또는 안으로?"라고 질문하였고 1.826명의 참가자 가운데 1,256명의 응답을 받아 59 퍼센트로부터 "밖으로"라는 대답을 들었다. 아메리카 스탠다드의 대변인 노라 먼로는 "욕실은 영토와 같은 공간이다. 얼마나 많은 사람들이 이에 대해 단호한 의견을 갖고 있는 지 알게 되면 놀랄 것"이라는 논평을 했다. 아메리칸 스탠다드는 2008년 조사에서 4분의 3 가량이 "밖으로"라고 대답했다고 밝혔다.

### 일화
평론가 앤 랜더스는 휴지를 어느 쪽으로 거느냐는 질문에 "안으로" 건다고 대답했다가 수천 통의 항의 편지를 받았다. 그녀는 칼럼리스트 생활 31년 동안 이 문제가 가장 뜨거운 이슈였다고 회고하면서 "세상의 그렇게 많은 문제를 제쳐두고 수천 명의 사람들은 왜 휴지 거는 방법에 문제를 느끼는가?"하고 반문하였다.
1986년 11월 랜더스는 캐나다 상업 여행 협회에서 "잘 만들어진 휴지는 밖으로 거는 게 맞다는 전제로 제작된다"고 말했다. 1996년 랜더스는 오프라 윈프리 쇼에 출연하여 방청객에게 휴지 거는 방법을 물었고 68 퍼센트가 밖으로 건다고 응답하였다. 오프라 윈프리는 안으로 걸면 휴지를 더 쓰게 된다고 말했다. 랜더스는 1998년 이 논쟁이 "영원히 계속될 것처럼 보인다"면서 "압도적인 수의 사람들이 휴지를 밖으로 걸고 있지만 나는 여전히 풀린 끝이 벽을 향하게 휴지를 걸어두고 있다"고 썼다. 2002년 랜더스가 쓴 마지막 칼럼들 가운데 하나에서는 "추신: 휴지는 밖으로 걸어두었음"이라고 썼다. 랜더즈가 사망한 뒤로도 이 일과 관련한 그의 글은 여전히 회자되었다. 2005년 데이비트 람보가 랜더스를 소재로 하여 쓴 희곡 《모든 것에 답을 주는 여자》에도 휴지 거는 방법에 얽힌 일화가 다시 등장하였다. 연기자는 관객을 상대로 휴지 거는 방법을 즉석에서 설문하였다.
앞서 언급한 이스턴 공과대학의 번즈는 사람들이 이 일에 큰 관심을 보이는 이유로 "휴지는 모든 사람들이 걸어두고 있고 매일 쓰는 친숙한 물건이고, 사람들은 이에 대해 자신만의 견해가 있다"고 썼다. 연예인이나 사업가들은 종종 휴지 거는 방법에 대한 자신의 의견을 공개한다.

## 사회적 영향

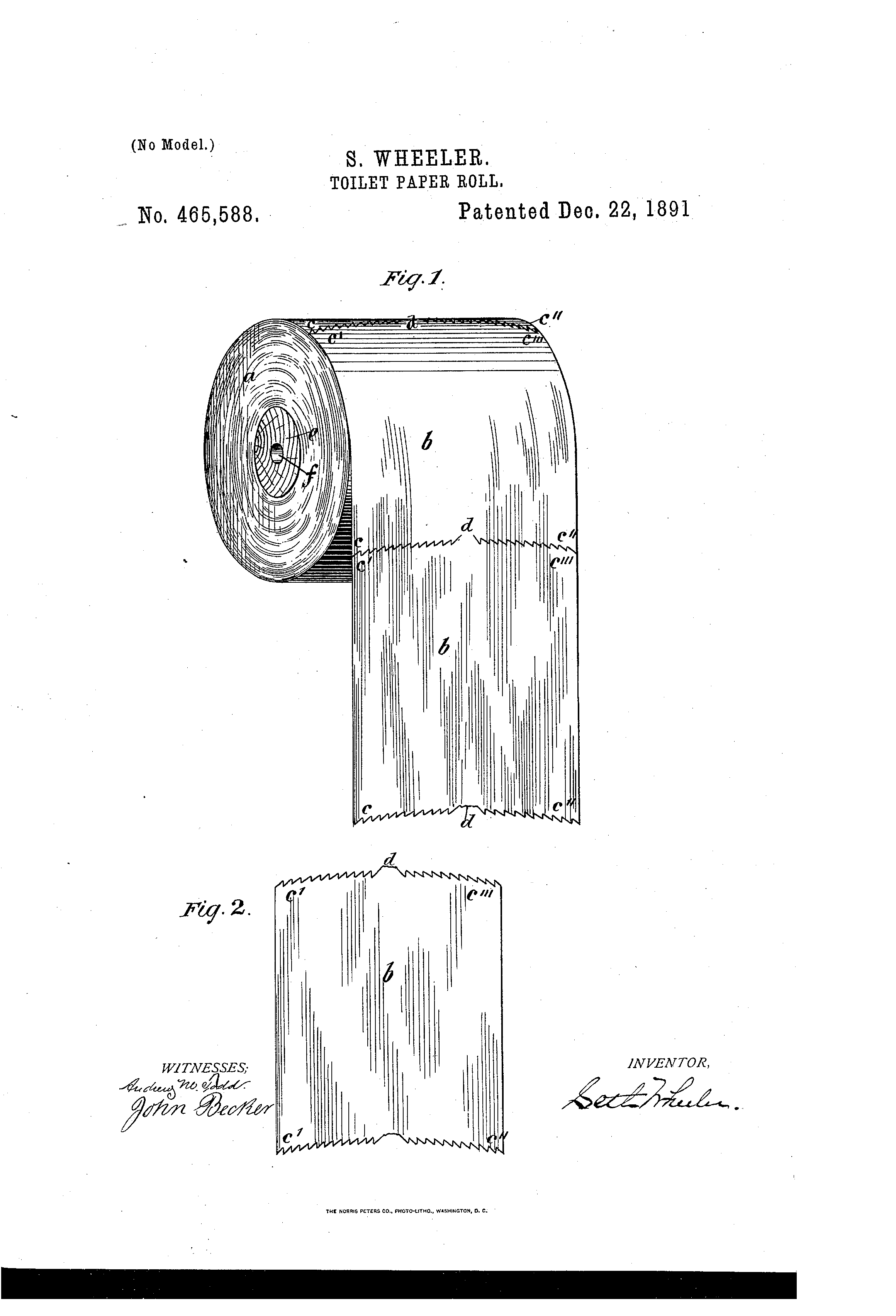
1891년 무렵 세스 휠러가 최초로 등록한 휴지의 특허에 삽입된 이미지. 밖으로 걸려있다.

휴지 거는 방법은 때로 결혼한 부부 사이에 틈이 생기는 이유로 언급된다. 사무 공간이나 공공 장소에서도 이슈가 될 수 있다.
심지어 남극의 아문센-스콧 기지에서도 휴지를 어떻게 걸어 두어야 하는 지 논쟁이 있었다. 극야가 계속되는 6개월 동안 십수명의 사람들이 현대 생활이나 음식과 같은 것에서는 멀리 떨어져 함께 생활 할 수 밖에 없기 때문에 개개인의 사소한 차이도 갈등의 요인이 될 수 있다.

## 해결 방안
1996년 달라스의 산업 기술자 커티스 배츠는 비틀어 돌릴 수 있는 휴지 걸이를 고안하였다. 그는 출원한 특허에서 "휴지 거리 울에 회전할 수 있는 축을 결합하여 소비자의 필요에 따라 걸린 휴지의 방향을 바꿀 수 있는 장치"로 자신의 발명품을 설명하였다. 2009년 로키 휴스턴이라는 발명가가 텔레비전 프로그램에 이와 유사한 시제품을 들고 나와 시연을 보인 적이 있다.
다른 방안으로는 화장실에 휴지 걸이를 두 개 마련하는 것이 있다. 서로 방향이 다르게 휴지를 걸어두고 원하는 방향으로 걸린 휴지를 사용하면 된다.

## 참고 문헌
- Answer Fella (January 2007), “Famous Birthdays, Girlfriend Advice & a Brief History of Toilet Paper”, 《Esquire》 147 (1), 52쪽, 2010년 7월 11일에 확인함
- Arkins, Diane C. (1994년 10월 7일), “Consider Fallout of New Bath”, 《Chicago Sun-Times》, 22N쪽
- Barrett, Erin; Mingo, Jack, 편집. (December 2003), 《W. C. Privy's Original Bathroom Companion, Number 2》, St. Martin's Press, ISBN 0-312-31580-5
- Blow, Steve (1990년 11월 7일), “This survey asks questions we care about”, 《The Dallas Morning News》, HOME FINAL 23A쪽
- Braun, Jenifer D. (2003년 8월 28일), “Makeover host trades roles”, 《The Star-Ledger》, 71쪽
- Breithaupt, Tim (2003), 《10 Steps to Sales Success》, AMACOM, ISBN 0-8144-7165-X
- Brewer, Jack (2002년 12월 1일), “Among Friends: There's always time to change”, 《Houston Chronicle》, Lifestyle 8쪽
- Buckley, James (2005), 《The Bathroom Companion: A Collection of Facts About the Most-Used Room in the House》, Quirk Books, ISBN 1-59474-028-3
- Burns, Edgar Alan (January 2003). “Bathroom Politics: Introducing Students to Sociological Thinking from the Bottom Up”. 《Teaching Sociology》 31 (1): 110–118. doi:10.2307/3211429. JSTOR 3211429.
- Cantor, Paul A. (2003), 《Gilligan Unbound: Pop Culture in the Age of Globalization》, Rowman & Littlefield, ISBN 0-7425-0779-3
- Cesvet, Bertrand; Babinski, Tony; Alper, Eric (2008), 《Conversational Capital: How to Create Stuff People Love to Talk About》, Pearson Education, ISBN 0-13-714550-0
- Ciancio, Dan (1994년 2월 1일), “New study flushes out facts on the American bathroom (press release)”, 《PR Newswire》
- Ciancio, Dan (1995년 2월 13일), “Potty Break”, 《Rocky Mountain News》
- Clark, Gary A. (1993년 6월 21일), “Monday Memo”, 《St. Louis Post-Dispatch》, 9쪽
- Collett, Jessica (Spring 2008), “Class 4: Social Construction of Reality”, 《Notre Dame OpenCourseWare》, 29 June 2010에 원본 문서에서 보존된 문서, 12 July 2010에 확인함
- Darbo, Paul (April 2007), “This Way In: The Sound and the Fury: ELSEWHERE IN THE BIN (letters to the editor)”, 《Esquire》 147, 22쪽
- Davis, Rich (2006년 2월 14일), “'House Rules' Aims At Harmony”, 《The Evansville Courier》, D5쪽
- Dickson, Gunna (2001년 7월 3일), 《New Products – Clean All Over》, Reuters News
- Downey, Maureen; Harrison, Bette (1993년 6월 27일), “Peach buzz talk of our town”, 《Atlanta Journal and Constitution》, D/2쪽
- Ebenkamp, Becky (2004년 1월 19일), “Out of the Box”, 《Brandweek》
- Elger, Dietmar; Solaro, Elizabeth M. (2010), 《Gerhard Richter: A Life in Painting》, University of Chicago Press, ISBN 0-226-20323-9
- Elliott, Carson (2006년 6월 11일), “The proper thing: Position plates so that meat is closest to diner, unless dishes display pictures”, 《Augusta Chronicle》, G02쪽
- FitzSimons, Peter (2009), 《How Hemlines Predict the Economy: Explanations, Rationalizations, and Theories on Everything》, Skyhorse Publishing, ISBN 978-1-60239-311-0
- Flatow, Ira (1997년 8월 8일), “Left handedness and Meteor Showers”, 《Talk of the Nation》
- Floyd, Jacquielynn (1999년 6월 29일), “Inventor rolls out solution to toilet paper war”, 《The Dallas Morning News》, 15A쪽
- Freiberg, Kevin; Freiberg, Jackie (1998), 《Nuts!: Southwest Airlines' crazy recipe for business and personal success》 1 paperback판, Broadway Books, ISBN 0-7679-0184-3
- Galupo, Scott (2005년 2월 16일), “Four troubadours trade tunes, tales”, 《The Washington Times》, B05쪽
- Garton, Nicole (2005년 1월 8일), “Over or under? The great toilet paper debate continues”, 《Tulsa World》, D10쪽
- Gernsbacher, Morton Ann (March 2007), “Presidential Column: Neural Diversity”, 《Observer》 (Association for Psychological Science) 20 (3): 5, 15, 2013년 3월 28일에 확인함
- Godfrey, Linda S. (2006),  Mark Sceurman and Mark Moran, 편집., 《Weird Michigan: Your Travel Guide to Michigan's Local Legends and Best Kept Secrets》, Sterling, ISBN 1-4027-3907-9
- Grant, Michael (1991년 7월 16일), “Paper chase unravels at 30,000 feet”, 《The San Diego Union-Tribune》, C-1쪽
- Grant, Michael (1991년 9월 1일), “Toilet paper theorist is on a roll, but issue is still under scrutiny”, 《The San Diego Union-Tribune》, D-1쪽
- Greenberg, Steve (2007), 《Gadget Nation: A Journey Through the Eccentric World of Invention》, Sterling, ISBN 978-1-4027-3686-5
- Grimes, David (1999년 2월 15일), “When tissue is an issue”, 《Sarasota Herald-Tribune》, 1E쪽, 2013년 10월 11일에 확인함
- Hage, Joe (2010), “Gerhard Richter » Art » Atlas » Atlas Sheet 15 » Associated Paintings » Toilet Paper » 75-3”, 《gerhard-richter.com》, 2013년 2월 6일에 원본 문서에서 보존된 문서, 2010년 7월 12일에 확인함
- Harden, Hike (1995년 7월 30일), “Like these ideas? OK, then start your own column”, 《The Columbus Dispatch》, 01I쪽
- Harris, David (2010년 1월 1일), “Letters to the Editor: One way or another, just let it roll”, 《The Australian》, 19쪽
- Henry, Bonnie (1999년 8월 1일), “The key role of toilet paper has columnist's eyes rolling”, 《The Arizona Daily Star》, 3E쪽
- Hogan, Eve Eschner; Hogan, Steve (2000), 《Intellectual Foreplay: Questions for Lovers and Lovers-To-Be》, Hunter House
- Hunt, Don; Edwards, Brian (2000년 4월 28일), “Toilet Seat Creates Flush Of Excitement”, 《Chicago Tribune》, 2013년 1월 2일에 원본 문서에서 보존된 문서, 2010년 7월 3일에 확인함
- Ichikawa, Anne (June–July 2004), “Celebrity Bathroom”, 《Elle Girl》, 64쪽
- Ichikawa, Anne (March 2005), “Celebrity Bathroom”, 《Elle Girl》, 106쪽
- Jarski, Rosemarie; Jarski, Milena (2007), 《How to Do Everything!》, Globe Pequot, 143쪽, ISBN 978-1-84537-415-0
- Kanner, Bernice (1995년 9월 15일), 《Are You Normal?: Do You Behave Like Everyone Else?》, St. Martin's Paperbacks, ISBN 0-312-95592-8
- Keeran, James (1993년 12월 30일), “Professor Jaggi // Rocket Scientist”, 《The Pantagraph》, C1쪽
- Keim, David (1997년 4월 7일), “Science fair has 301 entries from 40 schools”, 《The Knoxville News-Sentinel》, A4쪽
- Kimberly-Clark (2010년 1월 27일), “How Does America Roll? Cottonelle Brand Teams With Tori and Dean to End the Age-Old Debate: Over or Under? (press release)”, 《PR Newswire》, 2018년 3월 24일에 원본 문서에서 보존된 문서, 2020년 3월 26일에 확인함
- Ladan, Mark (2001년 3월 20일), “New exhibit from Guelph lifts the lid on toilet history”, 《The Toronto Star》, A04쪽
- LaForte, Babs (2003년 4월 29일), “North Korea Shocker!”, 《Weekly World News》, 20쪽
- Landers, Ann (1992년 4월 24일), “Which way do you hang the roll? A poll”, 《The Dallas Morning News》, 2c쪽
- Landers, Ann (1997년 2월 8일), “Ann Landers”, 《The Washington Post》, B09쪽
- Landers, Ann (1998년 1월 7일), “'Illegitimate daughter' harassing you could be a dangerous weirdo”, 《St. Louis Post-Dispatch》, E2쪽
- Landers, Ann (2002년 7월 27일),  Mary K. Nolan, 편집., “It's been an interesting 47 years”, 《The Hamilton Spectator》, A01쪽
- Lawrence, Keith (1999년 11월 20일), “Here's another tidbit you can use to win an argument”, 《Messenger-Inquirer》
- Lind, Angus (1992년 7월 17일), “In a spin over tissue issue”, 《Times-Picayune》, E1쪽
- Lipman, Joanne (1987년 8월 17일), “Censored Scenes: Why You Rarely See Some Things in Television Ads”, 《The Wall Street Journal》
- Loftin, Josh (2004년 6월 22일), “Hiatt warms up crowd slowly”, 《Deseret Morning News》, C04쪽
- Lui, John (2009년 4월 13일), “Hip night owl”, 《Straits Times》
- Luna, Aaron (2009년 8월 29일), “Toilet Paper Debate Finally Solved: Paper from the top or bottom, now you can have it both ways.”, 《nbc11news.com》 (KKCO), 2016년 8월 31일에 원본 문서에서 보존된 문서, 2010년 8월 23일에 확인함
- Magill, Frank Northen, 편집. (1993), 〈All in the Family Introduces a New Style of Television Comedy〉, 《Great Events from History II: Arts and Culture Series》 5, Pasadena, California: Salem Press, 2234–2238쪽, ISBN 0-89356-812-0
- Marelius, John (1987년 2월 18일), “Ann Landers' world has changed in 31 years”, 《The San Diego Union-Tribune》, D-3쪽
- Mark Wolf Scripps Howard News Service (1990년 1월 1일), “Little habits tell a lot about us all”, 《St. Louis Post-Dispatch》, EVERYDAY MAGAZINE 1D쪽
- Matsushita, Elaine (2008년 10월 12일), “Looking for Matt Wertz? Check in the butler's pantry”, 《Chicago Tribune》
- Matsushita, Elaine (2009년 3월 22일), “Daren Kagasoff reveals what's really in his closet (think Imelda Marcos)”, 《Chicago Tribune》, 2015년 6월 3일에 원본 문서에서 보존된 문서, 2020년 3월 26일에 확인함
- McCarthey, Tom (1996년 3월 3일), “Unraveling Toilet Trivia”, 《The Salt Lake Tribune》, Travel H1쪽
- McNatt, Cindy (2010년 4월 25일), “Small ways to go GREEN”, 《The Orange County Register》, Planet Green says that if you hang your toilet paper roll so the paper comes out over the top, not from under, you'll save on toilet paper.
- Miller, Michael (1999년 5월 28일), “Glowing with inspiration, perspiration”, 《Pittsburgh Business Times》, 2010년 7월 3일에 확인함
- Mitchell, Kathy; Sugar, Marcy (2005년 4월 19일), “Annie's Mailbox: Friend's abuse should be reported” (PDF), 《Vernon Daily Record》, 6쪽, 2010년 7월 3일에 확인함[깨진 링크]
- Mitchell, Kathy; Sugar, Marcy (2005년 9월 13일), “Annie's Mailbox: Ask phone company to block prank calls”, 《Montreal Gazette》, E8쪽
- Ms Maud (2002년 11월 23일), “Toilet Training”, 《The Press》, 2쪽
- Nalebuff, Barry; Ayres, Ian (2006), 《Why Not?: How to Use Everyday Ingenuity to Solve Problems Big And Small》, Harvard Business Press
- Nestruck, J. Kelly (2005년 2월 1일), “In loo of usual exhibits”, 《National Post》, AL5쪽
- Newman, Paul (October 2000), “INVENTOR PROFILE: Curtis Batts, Inventor of the Tilt-A-Roll”, 《The Online Inventor》,  9 February 2011에 원본 문서에서 보존된 문서,  3 July 2010에 확인함
- O'Connor, David (2005년 5월 2일), 《Henderson's House Rules: The Official Guide to Replacing the Toilet Paper and Other Domestic Topics of Great Dispute》, East Quincy Publishing, ISBN 0-9764078-0-9
- Ode, Kim (2010년 3월 16일), “psst...”, 《Star-Tribune》, 1E쪽
- Oldenburg, Don (1989년 10월 12일), “Little Did You Know ...”, 《The Washington Post》, STYLE c05쪽
- Orr, Karin (1995년 9월 17일), “We meet face to face, but see only a face”, 《The Grand Rapids Press》, j1쪽
- Ortega, Mary (1995년 1월 26일), “Caught in the act: America's bathroom detectives (press release)”, 《PR Newswire》
- Paul, John (2006), “"Flushing" Out Sociology: Using the Urinal Game and other Bathroom Customs to Teach the Sociological Perspective” (PDF), 《Electronic Journal of Sociology》, 14 July 2010에 원본 문서 (PDF)에서 보존된 문서, 11 July 2010에 확인함
- Peterson, Christopher (2006), 《A Primer in Positive Psychology》, Oxford: Oxford University Press
- Pierson, Amy (2004년 1월 13일), “Dick Clark Helps Usher in a New Year of Softness (press release)”, 《Market Wire》
- Poretz, Mel; Sinrod, Barry (1989년 7월 19일), 《The First Really Important Survey of American Habits》, Price Stern Sloan, ISBN 0-8431-2735-X
- Rademacher, Tom (2005년 4월 11일), 《Toilet tissue collector is a real roll player》, Associated Press Newswires
- Ratzlaff, Brian (2009년 6월 28일), “Is 'Nanny State' Neutering Us?”, 《The Modesto Bee》, A11쪽
- Rawson, Christopher (2008년 11월 24일), “Sage advice:Don't miss Ruoti playing Ann Landers”, 《Pittsburgh Post-Gazette》, E-1쪽
- Rosencrans, Joyce (1998년 11월 7일), “To fold or not to fold/ guest-bathroom tissue”, 《The Cincinnati Post》, 1C쪽
- Rubin, Neal (1989년 9월 28일), “From socks to toilet paper roll, answers unfold in U.S. survey”, 《The Toronto Star》, LIFE L2쪽
- Russell, Jan Jarboe (2006), 〈Can You Take a Hint?〉, 《Texas Monthly on... Texas Women》, Emmis Publishing, 84쪽, ISBN 0-292-71327-4
- Saunders, Anne (2006년 3월 21일), 《Restaurant smoking ban passes in the House》, Associated Press Newswires, 2020년 8월 12일에 원본 문서에서 보존된 문서, 2022년 5월 15일에 확인함
- Scriven, Michael (1991), 《Evaluation Thesaurus》 4판, SAGE Publications, ISBN 0-8039-4363-6
- Stark, Judy (1993년 6월 27일), “They must be flushed”, 《St. Petersburg Times》, AT HOME, 1쪽
- Stovall, Waltrina (1997년 8월 1일), “Looks like a good idea on toilet paper: Roll-holder inventor, others vie for spots on shopping channel”, 《The Dallas Morning News》
- Tighe, Mike (2008년 4월 30일), “Incorrect Twist-Ties Put Some In Knots”, 《The Palm Beach Post》, 3쪽
- Toronto Star staff and news services (1993년 6월 15일), “Over beats under in toilet paper poll”, 《Toronto Star》, LIFE, B1쪽
- Walsh, Michael (1999년 8월 8일), “What's new: Four recent additions to product list for homes promising”, 《Patriot-News》, H01쪽
- Weingarten, Gene (2008년 11월 4일), “Chatological Humor”, 《Washington Post.com》
- Welsh, Anne Marie (2005년 8월 13일), “`Lady' a better read in newsprint”, 《The San Diego Union-Tribune》, E-1쪽, 2012년 8월 26일에 원본 문서에서 보존된 문서, 2010년 7월 12일에 확인함
- Widdicombe, Ben (2004년 6월 8일), “Butler Servers Up More Dish On Diana”, 《New York Daily News》, 38쪽
- Wizda, Sharyn (1990년 3월 19일), “Personalities”, 《The Washington Post》, c03쪽
- Wolf, Sharyn (1999), 《So You Want to Get Married: Guerrilla Tactics for Turning a Date Into a Mate》, Plume
- Wuthrich, John F. (2006년 1월 26일), “Who elected these freaks?”, 《The Salt Lake Tribune》, A10쪽
- Wyman, Pat (2001), 《Three Keys to Self-Understanding: An Innovative and Effective Combination of the Myers-Briggs Type Indicator, the Enneagram, and Inner-Child Healing》, Center for Applications of Psychological Type, ISBN 0-935652-57-4
- Yeld, John (2010년 3월 31일), “SMS feedback – March 31, 2010”, 《Cape Argus》, A British loo paper manufacturer investigated whether it was more economical to run loo paper over the top or draw it from below. From below was the verdict.
- Zayas, Alexandra ( 5 November 2009), “Inventors gather in Ybor City to pitch for Pitchmen”, 《St. Petersburg Times》,  9 December 2009에 원본 문서에서 보존된 문서, 11 October 2013에 확인함
- “American Standard Bathroom Habits Survey Shows We’re Multitasking, Even In the Bath (press release)”, 《American Standard Press》, 2008년 8월 20일, 2016년 8월 23일에 원본 문서에서 보존된 문서, 2013년 10월 11일에 확인함
- “The Self-styled Publisher”, 《Brandweek》, 2009년 5월 4일
- “Dingo – Fisherman's tale”, 《Centralian Advocate》, 2002년 5월 7일, 6쪽, A particularly fascinating response came from a reader who found a university in the US conducted a study into the most economical toilet paper use. The six month study found that when the toilet paper came over the front of the roll less was used than if the paper was pulled from the back.
- “Manners Column”, 《The Courier-Mail》, 2000년 11월 1일, 18쪽
- “Wines from the Fourth Estate”, 《The Daily Examiner》, 2009년 5월 23일, 26쪽
- “At long last, I can escape from my Polar prison”, 《Daily Express》, 1999년 10월 14일, 38–39쪽
- “StartUP: The Last Word: No detail missed by Southwest exec”, 《Dayton Daily News》, 1996년 6월 19일, 1A쪽
- “Pandora's Portfolio”, 《Fund Action》 (Euromoney Institutional Investor), 2009년 3월 2일
- “Interview: Ann Landers; Ann Landers discusses her life, her column and her new book, 'Wake Up and Smell the Coffee!'”, 《The Oprah Winfrey Show》, 1996년 6월 6일
- “Quilted Northern survey answers age-old question (press release)”, 《PR Newswire》, 1993년 5월 21일
- Kimberly-Clark (2010년 3월 8일), “America Sides With Tori Spelling, Rolls Over”, 《PR Newswire》
- “Cottonelle on a Roll With Consumers”, 《Progressive Grocer》, 2010년 1월 31일
- “Hang toilet paper over top of roll, Ann Landers says”, 《The Toronto Star》, 1986년 11월 19일, A4쪽
- “TTA/Talk Radio”, 《Voice of America Press Releases and Documents》, 2004년 3월 2일